# Drieu Godefridi
Drieu Godefridi (4 oktober 1972) is een Belgisch filosoof, ondernemer, essayist en politicus. 
Godefridi doctoreerde aan de Sorbonne-universiteit en richtte in 2003 de liberale denktank Institut Hayek op, die tot 2011 bestond. Hij levert sinds 2022 opiniebijdragen aan 't Pallieterke en schrijft voor neoconservatieve bladen zoals Valeurs actuelles, L'Incorrect en Causeur.
Godefridi was op een bepaald moment politiek actief bij MR in Beersel. Godefridi staat erom bekend dat hij rechtse politici, zoals Donald Trump en Jair Bolsonaro, bewondert. Bij de Kamerverkiezingen van 9 juni 2024 was hij lijsttrekker voor de rechtse, Vlaamse-nationalistische partij N-VA in Waals-Brabant. In die kieskring behaalde de partij 2,24% van de stemmen, onvoldoende voor een zetel. Godefridi kreeg 1150 voorkeursstemmen.